# Śpiewa Violetta Villas
Śpiewa Violetta Villas (ang. Violetta Villas Sings) – polski czarno-biały film muzyczny z 1970 roku w reżyserii Konstantego Ciciszwilego, prezentujący program rewiowy piosenkarki Violetty Villas. Choreografię układał Czech, Frank Towen.

## O filmie
Przeciwnicy piosenkarki, m.in. recenzent Sztandaru Młodych Jerzy Eljasiak, poddali film krytyce, obwołując go kiczem nad kicze jako nieprzystający do ówczesnej rzeczywistości socjalistycznej. Zwolennicy, m.in. redaktor Janusz Gazda, podkreślali: pewność siebie, z jaką wkracza na estradę, (...) obnosi swe stroje, demonstruje swe wdzięki i śpiewa najbanalniejsze słowa o miłości (...) ujawniając ekstrawagancję, ale i indywidualność.
Z powodu konfliktu piosenkarki z reżyserem, film nie został ukończony. Nie znalazło się w nim m.in. nagranie C’est Si Bon, które powstało na potrzeby filmu i do dziś znajduje się w archiwum TVP.
Film w całości był kilkukrotnie emitowany w telewizji, ponadto jego fragmenty często wykorzystywała Telewizja Polska w swoich audycjach poświęconych piosenkarce.
Aktualnie znajduje się on w archiwach TVP, natomiast jego fragmenty umieszczone są w Internecie, m.in. w serwisach takich jak YouTube.

## Sceny

### Scena I
Film rozpoczyna się nagraniem z prób baletu, w takt arii L’amour Est Un Oiseau Rebelle z opery Carmen w wykonaniu Violetty Villas (tu sopran dramatyczny). Potem następuje faktyczna parafraza opery. Villas w roli Carmen uwodzi zebranych na scenie mężczyzn, czemu przyglądają się pozostali bohaterowie.

### Scena II
W scenie II Violetta Villas wykonuje ówczesny standard światowej muzyki rozrywkowej, Free Again, który po raz pierwszy śpiewała w Sahara Hotel & Casino w Las Vegas. Utwór nagrany jest w dwugłosie. Jest to jedna z dwóch scen, w której artystka występuje bez towarzystwa baletu.

### Scena III
Jest to kolejna parafraza opery. Villas w roli Violetty Valéry, sopranem koloraturowym wykonuje toast Libiamo Ne’ Lieti Calici z opery La Traviata. Towarzyszy jej damsko-męski balet oraz chór tenorów. Wykonanie to różni się od innych koloraturową wokalizą na końcu utworu, wykonywaną tylko w towarzystwie fletu.

### Scena IV
Villas prezentuje swoją autorską piosenkę, Nie ma miłości bez zazdrości. Występuje w kilkunastu różnych kreacjach, bez towarzystwa baletu.

### Scena V
W tej scenie artystka śpiewa piosenkę Strangers in the Night z repertuaru Franka Sinatry. Inscenizację stanowi rewiowy balet.

### Scena VI
Jest to jedna z najsłynniejszych scen filmu, nawiązującą do cygańskiego taboru. Villas wykonuje utwór Oczy czarne, w towarzystwie półnagiego męskiego baletu. Scena ukazuje pełen erotyzmu rosyjski romans, artystka uwodzi po czym porzuca zebranych wokół siebie mężczyzn.

### Scena VII
Finał filmu stanowi pieśń musicalowa Cole Portera, My Heart Belongs to Daddy. Wykonanie Villas nawiązuje do amerykańskiego musicalu. Balet wykonuje śmiałe akrobacje, podczas gdy artystka przechadza się po rewiowych schodach. W ostatnim momencie dołącza do baletu, po czym zostaje przez niego podniesiona, wykonując ostatnią część utworu.

## Spis utworów
1. Habanera z op. Carmen (George Bizet – Henri Meilhacm, Ludovic Halévy)
2. Free Again (A. Canfora, J. Baselli – Mark Jourdan, R. Colby)
3. Libiamo Ne’ Lieti Calici z op. La Traviata (Giuseppe Verdi – Francesco Maria Piave)
4. Nie ma miłości bez zazdrości (Violetta Villas – Violetta Villas)
5. Strangers in the Night (Bert Kaempfert – Charles Singleton, Eddie Snyder)
6. Oczy czarne (Florian Hermann – Jewhen Hrebinka)
7. My Heart Belongs to Daddy (Cole Porter – Cole Porter)